# Lijst van vrouwelijke carambolebiljarters
| Naam                  | Nationaliteit | Geboortedatum   | Sterfdatum |
| --------------------- | ------------- | --------------- | ---------- |
| Gülşen Degener        | Turkije       | 25 oktober 1968 |            |
| Orie Hida             | Japan         | 4 oktober 1975  |            |
| Karina Jetten         | Nederland     | 5 oktober 1971  |            |
| Therese Klompenhouwer | Nederland     | 3 januari 1983  |            |
| Mi Rae Lee            | Zuid-Korea    | 16 juni 1996    |            |